# Szénási Géza
Szénási Géza  (Budapest, 1919. november 23. – Budapest, 1979. február 21.) jogász, diplomata, legfőbb ügyész.

## Pályafutása
Édesapja lakatossegéd volt. 1937-ben kezdte és 1941-ben fejezte be jogi tanulmányait a Pázmány Péter Tudományegyetemen, majd 1943-ban lett államtudományi doktor. 1945-ben a rendőrség kötelékébe lépett és tagja lett a Magyar Kommunista Pártnak. 1951-ben jogtudományi vizsgát tett az ELTE-n, majd 1956-ig a Melléktermék- és Hulladékhasznosító Vállalat (MÉH) jogtanácsosaként dolgozott. Az 1956-os forradalom leverése után csatlakozott az akkor alakuló Magyar Szocialista Munkáspárthoz, 1956. november 16-án pedig kinevezték a Magyar Népköztársaság legfőbb ügyészének, mely pozíciót 19 éven át, 1975. december 1-ig töltötte be, ekként a leghosszabb ideig hivatalban lévő főügyész volt. 1975. december 4-től Magyarország szófiai nagykövetsége vezetője volt, megbízólevelét 1975. december 11-én adta át Todor Zsivkovnak. Még bulgáriai kiküldetésének idején, de Budapesten hunyt el 1979 februárjában.
1959-től 1962-ig az MSZMP Központi Bizottsága pót-, 1962 és 1975 között rendes tagja volt.

### Ügyészi tevékenysége
A Magyar Népköztársaság Elnöki Tanácsa nevezte ki főügyésszé, amit az Országgyűlés 1957-ben erősített meg. Jelentős szerepe volt a forradalom utáni megtorlásokban. Személyesen működött közre a Nagy Imre-perben (bár a tárgyalásokon a helyettese, Szalai József vett részt), továbbá a Dudás József és társai (Szabó János), valamint a Pálházi Ferenc, a Sipos Zsigmond és a Szilágyi József és társai elleni perekben. 1956-tól tagja volt annak a titkos operatív, illetve koordinációs bizottságnak, melyet az MSZMP vezetősége hozott létre 1957-ben az az igazságügyi és bűnüldöző szervek közötti együttműködés elősegítésére.

## Díjai
- Magyar Népköztársasági Érdemérem ezüst fokozata (1948)
- A Könnyűipar Kiváló Dolgozója (1956)
- Munkás-Paraszt Hatalomért Emlékérem (1958)
- Munka Érdemrend (1960)

## Műve
- A törvényesség őrhelyén. Kossuth Kiadó, Budapest, 1958.